# Kasteel Bouckenborgh
Het Kasteel Bouckenborgh is een kasteel in het gelijknamige Bouckenborghpark in het Antwerpse district Merksem. De naam Bouckenborg zou  een verbastering zijn van “beukenburcht” of “beukenberg”.

## Geschiedenis
Het domein zelf werd al vanaf 1532 in oude geschriften vernoemd, eerst als hofstede. In de eerste helft van de 16e eeuw werd er een huis van plaisantie gebouwd, dat later onder verschillende benamingen bekend stond. Het huidige neoclassicistisch kasteel werd gebouwd in 1810, maar de beide dienstgebouwen dateren van 1775. Begin 20e eeuw werd het kasteel ingericht als bejaardentehuis. In 1971 werd de toenmalige gemeente Merksem eigenaar, en richtte er een school voor buitengewoon onderwijs in. Later kreeg het kasteel zijn huidige bestemming als cultuurcentrum. In 1994-1995 werd het gebouw gerestaureerd. Het kasteel en het ringwater zijn erkend als beschermd monument en landschap.  

## Bouckenborghpark
Het kasteel ligt aan het eind van de Gaston Berghmansdreef, een lange oprijlaan met paardekastanjes, die vertrekt aan de Bredabaan. In het park liggen verder nog statige beukendreven, een verwilderde boomgaard, een grote vijver en grachten rond het kasteel, deels in gebruik bij de vissersclub. 
In het park vinden allerlei evenementen plaats, zoals het festival Slorarock, maar binnen de grachtengordel gelden beperkingen vanwege de draagkracht van het beschermde park.